# Астрономическа кула (София)
Астрономическата кула или „Основната астрономическа точка на държавната триангулация на България“ е осмоъгълна кула зад Централния военен клуб в София.
Построена е през 1920 г. от Географския институт при Министерство на войната. С това се поставя началото на проектирането и измерването на държавната триангулация. Първоначално се използва за провеждане на учебни астрономически наблюдения с цел определяне на географски координати. Географската ѝ дължина (23o 33') е определена през 1930 г. от акад. Владимир Христов чрез двустранни наблюдения с Пруския геодезически институт в Потсдам, Германия. Тогава астрономическата кула се свързва с Гринуичкия меридиан и се превръща в основна изходна точка на триангулачната мрежа на България. През 1957 – 1958 г. е свързана с основните астрономически точки на Полша, Румъния и Унгария.
Астрономическата точка, представляваща бетонен стълб, се достига по вита метална стълба. Кулата има въртящ се на 360° купол с отвор, през който астрономическия теодолит се насочва към небесното светило. Използването на астрономическата кула започва да намалява през 1970-те години поради голямата осветеност на нощното небе. От 1992 г. не се използва за астрономически наблюдения. Кулата е паметник на културата.